# Plagiothecium albulum
Plagiothecium albulum là một loài Rêu trong họ Plagiotheciaceae. Loài này được (Müll. Hal.) Kindb. miêu tả khoa học đầu tiên năm 1897.